# Platytomus atlanticus
Platytomus atlanticus är en skalbaggsart som beskrevs av Cartwright 1948. Platytomus atlanticus ingår i släktet Platytomus och familjen Aphodiidae. Inga underarter finns listade i Catalogue of Life.